# Medasina strixaria
Medasina strixaria là một loài bướm đêm trong họ Geometridae.